# Pileolaria berkeleyana
Pileolaria berkeleyana är en ringmaskart som först beskrevs av Rioja 1942.  Pileolaria berkeleyana ingår i släktet Pileolaria och familjen Serpulidae. Arten har ej påträffats i Sverige. Inga underarter finns listade i Catalogue of Life.